# Abies grandis
 (août 2011).
Si vous disposez d'ouvrages ou d'articles de référence ou si vous connaissez des sites web de qualité traitant du thème abordé ici, merci de compléter l'article en donnant les références utiles à sa vérifiabilité et en les liant à la section « Notes et références ».
Sapin de Vancouver, Sapin géant
Espèce
Classification phylogénétique
Répartition géographique
Statut de conservation UICN

 LC : Préoccupation mineure
Le Sapin de Vancouver ou Sapin géant (Abies grandis) est une espèce d’arbre de la famille des Pinaceae. C'est un sapin originaire d'Amérique du Nord (Oregon, Washington et Colombie-Britannique). Celui-ci a été introduit en Europe en 1831.

## Morphologie

### Appareil végétatif
Cet arbre peut atteindre 50 à 55 m en France, et jusqu'à 80 m sur son territoire originel.Sa longévité peut atteindre 200 à 300 ans.[réf. nécessaire]. 
Ses feuilles sont des aiguilles plates, droites, non piquantes, vert foncé, brillantes. Disposées en double peigne à dents inégales, elles présentent deux bandes blanches sur leur face inférieure. Elles dégagent une odeur de citronnelle quand on les frotte. Le bourgeon est gris violacé et résineux.
Son écorce est lisse, brillante, elle est vert olive avec de nombreuses vésicules de résine, puis devient craquelée en plaques carrées avec l'âge.

### Appareil reproducteur
Le fruit est un cône en position dressée, de 5 à 12 cm de long, qui se désarticule avant de tomber de l'arbre. L'Abies grandis a une fructification tous les ans.[réf. nécessaire].

## Répartition

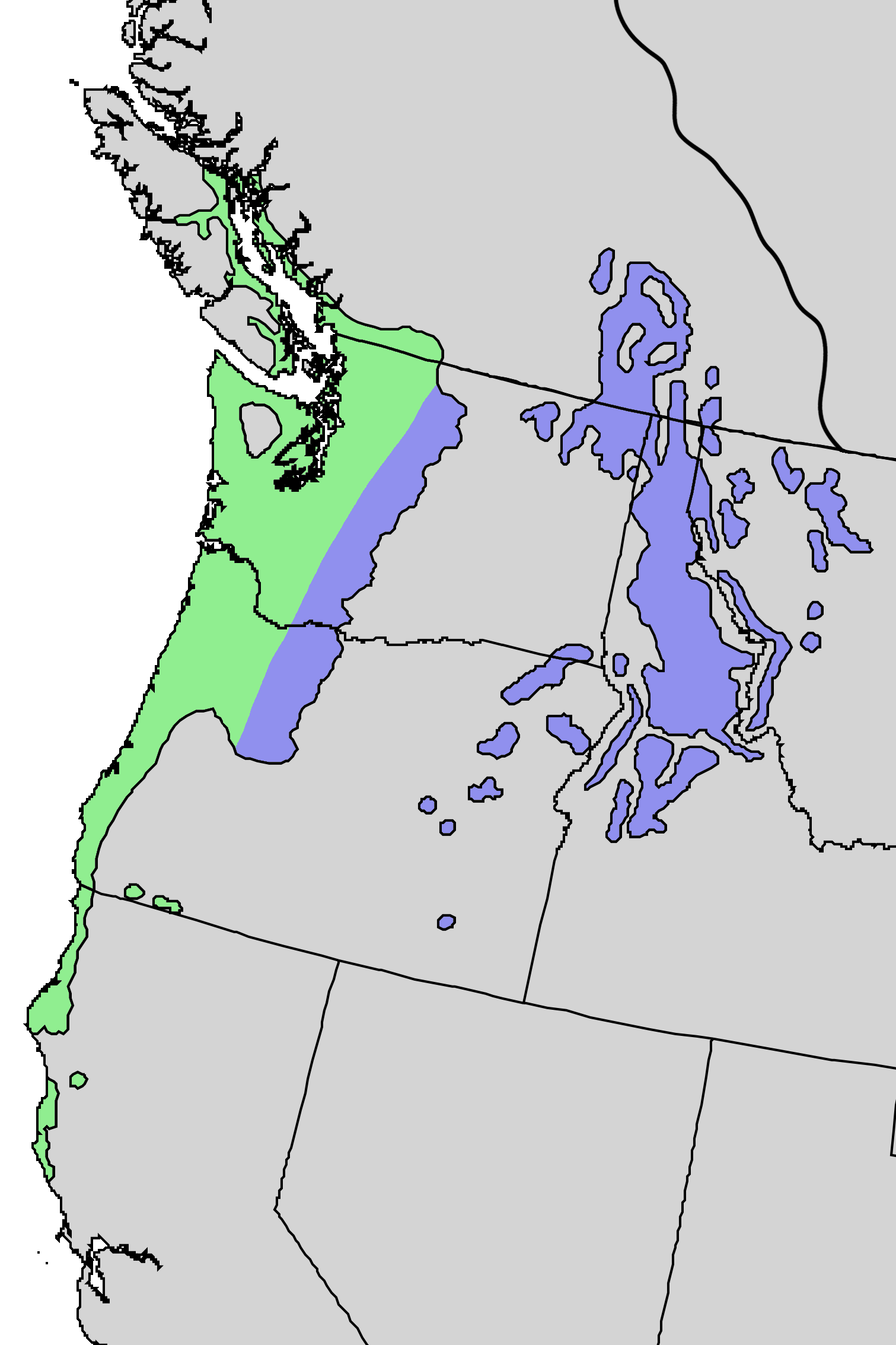
Aire de répartition naturelle.

Le Sapin de Vancouver est originaire de l'Amérique du Nord. Son aire de répartition est divisée en deux. On le trouve d'une part sur la côte Pacifique, de l'île de Vancouver et de la Colombie-Britannique jusqu'au Nord-Ouest de la Californie, en passant par les États de Washington et de l'Oregon, mais aussi à l'intérieur des terres, à l'est de l'Idaho et du Montana. 
Il a été introduit en Europe où il est l'une des essences forestières exotiques les plus importantes, surtout à proximité de l'Atlantique.  

## Ennemis
Ses ennemis sont majoritairement des champignons : l'armillaire, le polypore du pin, la rouille vésiculeuse et le pourridié, notamment. Mais le gui, un végétal, et le scolyte et le pissode du sapin, des insectes, peuvent aussi ravager cette espèce.

## Sylviculture

### Généralités
Le sapin de Vancouver aime les sols frais et profonds et s'adapte aux sols plus secs et superficiels. Toutefois, il n'apprécie pas les sols argileux ou calcaires ainsi que les sols mouillés en surface. On le trouve jusqu'à 1600-1800 mètres d'altitude.
On le trouve souvent près des rivières. Il peut former des peuplements monospécifiques ou des peuplements mélangés avec le Douglas, le Mélèze de l'Ouest, l'Épicéa de Sitka ou le Tsuga hétérophylle. 
On le plante à une densité de 1 300 à 2 000 pl/ha. Un abri latéral est souhaitable lors de la jeunesse de la plante. Sur cette essence, il est possible d'effectuer une régénération naturelle lors du renouvellement du peuplement.
La grande force du Sapin de Vancouver est sa croissance rapide. À partir de la cinquième année de sa vie, il peut grandir jusqu'à un mètre par an et montre rapidement une croissance en diamètre convenable. En l'espace de 50 ans, il peut atteindre une hauteur de 40 mètres et un diamètre de 50 centimètres. En outre, il a également l'avantage d'être plus flexible envers la qualité du site que le Sapin pectiné.
Ces avantages sont compensés par la faible qualité de son bois et par sa sensibilité à l'armillaire.

### Situation des peuplements français
Depuis une vingtaine d'années les boisements artificiels français de cette espèce sont l'objet de dépérissements généralisés, dus à des attaques importantes d'armillaire. Ces attaques sont une conséquence de stress vraisemblablement engendrés par des successions d'années sèches. D'abord constatées dans des stations de plaines, elles se sont ensuite étendues aux stations de moyenne montagne où le grandis semblait dans son élément. Cette situation a entrainé l'exploitation de la quasi-totalité des peuplements. Toutefois, dans de nombreux cas, ces peuplements se sont régénérés de manière abondante. Il faut maintenant attendre pour voir si cette deuxième génération sera elle-même victime de dépérissements, ou si à l'image d'autres espèces forestières introduites elle saura s'adapter à long terme et devenir une espèce dite « subspontanée ».

### Utilisation
Le bois est blanc, de faible densité et peu résistant aux forces mécaniques. Il y a une production importante en France pour la menuiserie, la charpente, la caisserie, le coffrage ou la papeterie. Il est facile à travailler.